# Beck – I Guds namn
Beck – I Guds namn är en svensk film från 2007. Detta är den åttonde och sista filmen i den tredje omgången med Peter Haber och Mikael Persbrandt i huvudrollerna. Filmen släpptes direkt på DVD den 10 oktober 2007.

## Handling
En paparazzifotograf mördas brutalt i Stockholm. I hans lägenhet, som haft påhälsning av tjuvar efter dådet, har såväl dator som fotoutrustning stulits. Beckgruppen försöker finna motivet och misstänker hämnd. Hade fotografen tagit bilder på fel personer vid fel tidpunkt?
Man hittar dock några ledtrådar, bland annat ett USB-minne med massor av fotografier. När Becks chef Margareta Oberg senare går igenom materialet reagerar hon väldigt kraftigt på två fotografier, och gömmer även undan dem med detsamma, vilket visar sig vara ett mycket dyrt misstag.

## Rollista
- Peter Haber – Martin Beck
- Mikael Persbrandt – Gunvald Larsson
- Stina Rautelin – Lena Klingström
- Marie Göranzon – Margareta Oberg
- Ing-Marie Carlsson – Bodil Lettermark
- Måns Nathanaelson – Oskar Bergman
- Peter Hüttner – Oljelund
- Ingvar Hirdwall – grannen
- Rebecka Hemse – Inger Beck
- Neil Bourgiba – Vilhelm
- Elisabet Carlsson – Lillemor Berner
- Embla Hjulström – Simone Berner
- Bengt Järnblad – Bo Sevemark
- Stig Engström – Erik Gindorf
- Gustav Levin – Gustaf Lundmark
- Kerstin Steinbach – Andrea Lundmark
- Gustav Deinoff – Carl Borsin
- Christian Magdu – Vigor
- Thomas Oredsson – Sten Oberg
- Peter Eriksson – Gösta Jansson, fotografen
- Anders Beckman – polisbefäl 1
- Jan Elfwencrona-Hermfelt – polisbefäl 2
- Johan Ehn – bastuoffret
- David Batra – seminarieledare
- Charlotta Larsson – sjuksköterska
- Joel Lundgren – torped
- Todd Bünger – torped